# Kŭmgang-san
Kŭmgang-san (koreanska: 금강산) är ett berg i Nordkorea. Det ligger i provinsen Kangwŏn-do, i den sydöstra delen av landet, 210 km öster om huvudstaden Pyongyang och nära gränsen till Sydkorea. Toppen på Kŭmgang-san är 1 234 meter över havet. Berget har i århundraden betraktats som ett heligt berg av koreaner. På 1990-talet uppfördes hotell och turistbyar av sydkoreanska företag och turistresor anordnades. Området runt berget blev 2002 en särskild ekonomisk turistzon och en viktig inkomstkälla för Nordkorea. 2008 sköts en kvinnlig sydkoreansk turist ihjäl efter att, enligt Nordkorea, ha kommit in på militär mark, vilket ledde till att det mesta av turismen upphörde.
Terrängen runt Kŭmgang-san är kuperad västerut, men österut är den bergig. Runt Kŭmgang-san är det ganska tätbefolkat, med 166 invånare per kvadratkilometer. I omgivningarna runt Kŭmgang-san växer i huvudsak blandskog.